# Santana da Vargem
Santana da Vargem é um município brasileiro, localizado no sul do estado de Minas Gerais. Sua população recenseada em 2022 era de 6 691 habitantes.

## História
A história de Santana da Vargem começa com a construção de uma capela dedicada à Sant'Anna por volta de 1862, elevada pelos primeiros desbravadores que penetraram a região. 
Santana da Vargem, antigo distrito criado em 1873 e subordinado ao município de Três Pontas, emancipou-se pela Lei n.º 2.764 de 30 de dezembro de 1962.